# Довезанце
Довезанце (мак. Довезанце) — село у Північній Македонії, входить до складу общини Куманово Північно-Східного регіону.
Населення — 123 особи (перепис 2002).